# Apopestes socrus
Apopestes socrus är en fjärilsart som beskrevs av Giorna 1791. Apopestes socrus ingår i släktet Apopestes och familjen nattflyn. Inga underarter finns listade i Catalogue of Life.